# Alexander Cvijanovic

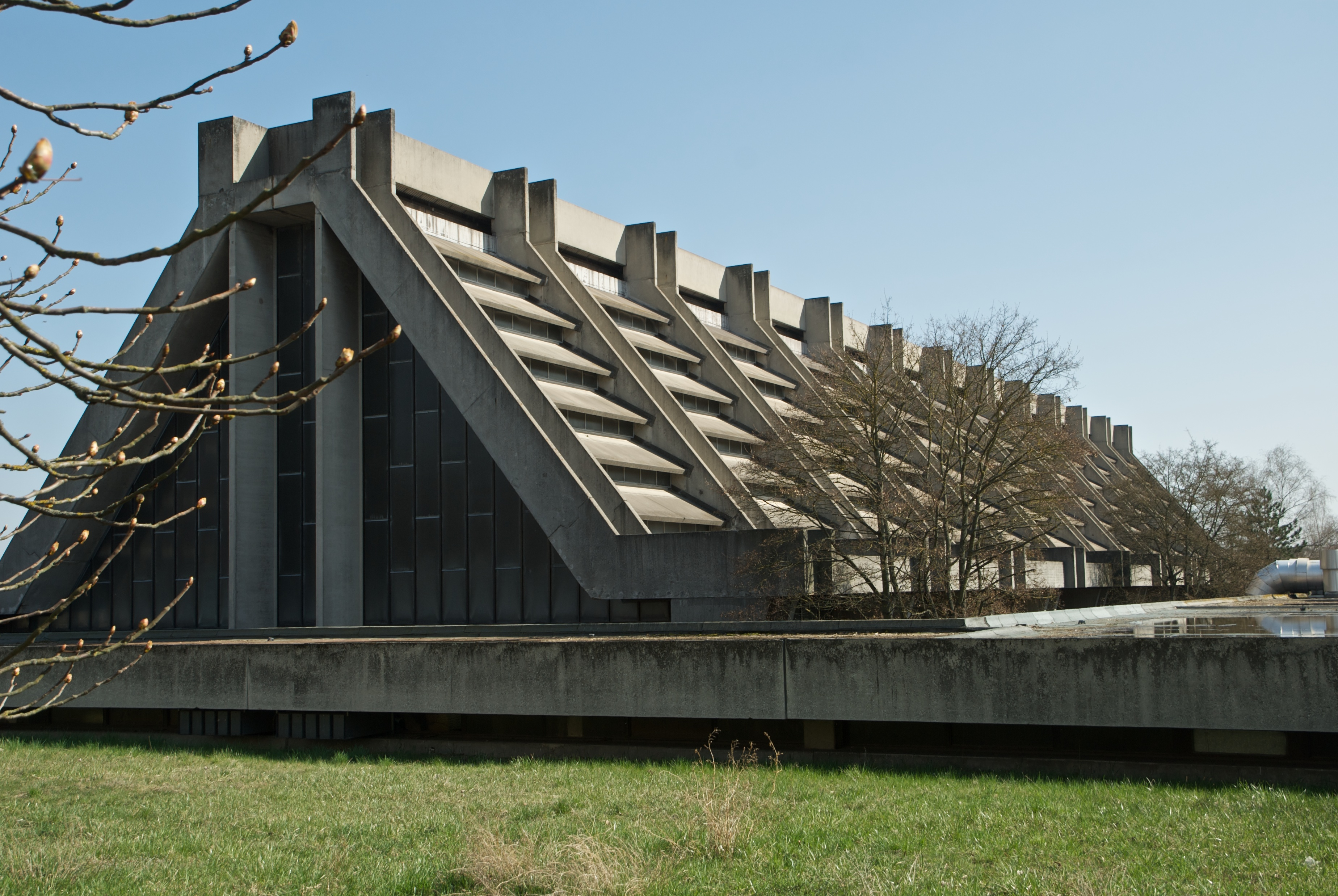
Glaswerk Amberg (1968)

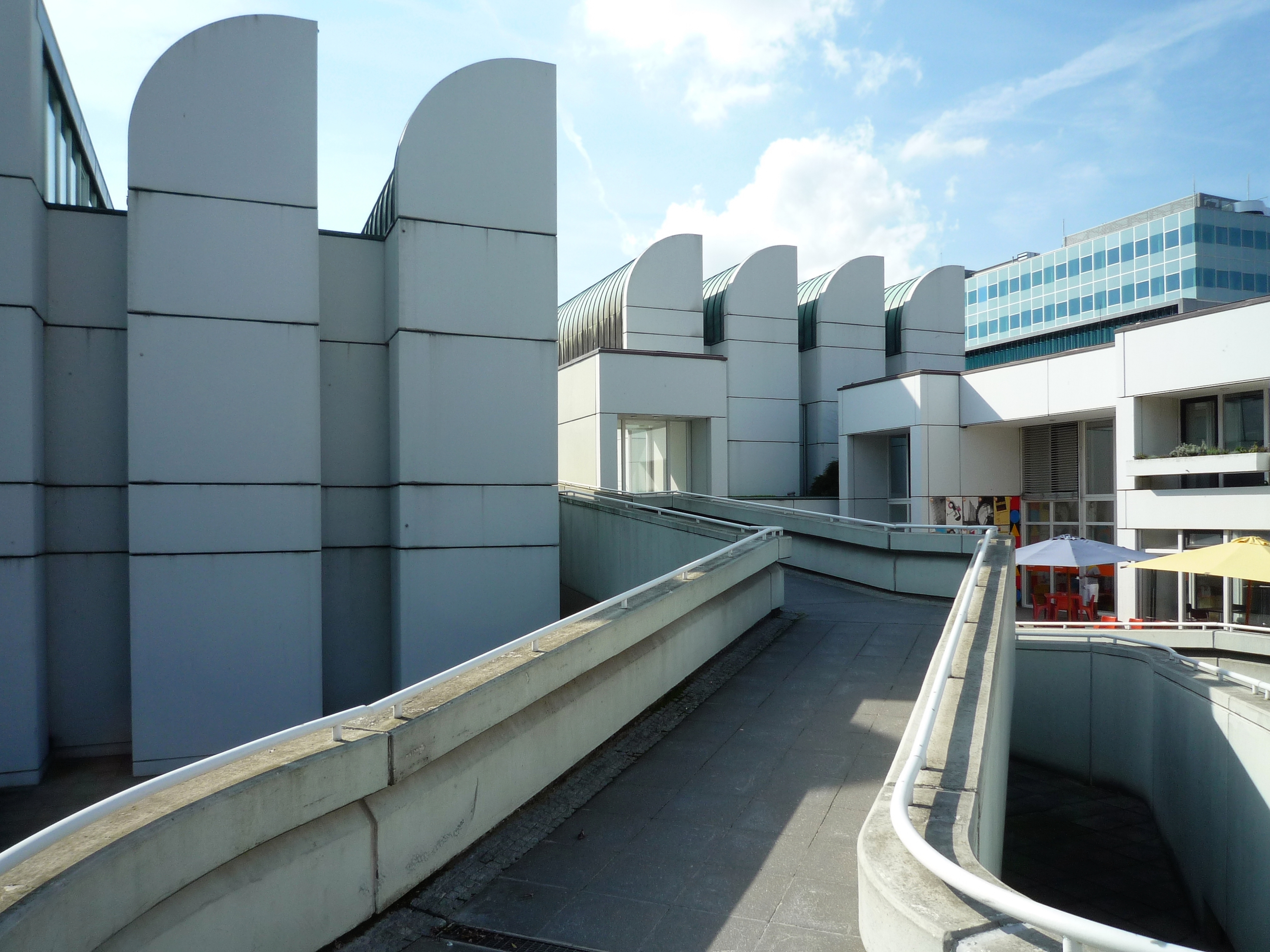
Bauhaus-Archiv (1979)

Alexander Cvijanovic, född 19 december 1923 i Belgrad, död 7 maj 2019 i Boston, jugoslavisk-amerikansk arkitekt. Han var en nära medarbetare till Walter Gropius och delägare i The Architects Collaborative. Cvijanovic arbetade på The Architects Collaborative 1956–1986 och arbetade bland annat med Porzellanwerk Rosenthal och Thomas Glaswerks nya glashytta i Amberg. Cvijanovic engagerades även i arbetet med Gropiusstadt. 
Gropius tog fram skisser för ett Bauhaus-arkiv i Darmstadt 1964–1968 tillsammans med Cvijanovic. Dessa låg till grund för Bauhaus-Archiv som öppnade i Berlin 1979 och som ritades av Cvijanovic.